# Vilim I., njemački car
Vilim I. (njemački: Wilhelm Friedrich Ludwig; Berlin, 22. ožujka 1797. – Berlin, 9. ožujka 1888.) bio je pruski kralj od 2. siječnja 1861. i njemački car od 18. siječnja 1871. do svoje smrti 1888. godine. Kao član njemačke vladarske dinastije Hohenzollern, bio je prvi državni poglavar ujedinjene Njemačke. Bio je de facto državni poglavar Pruske od 1858., kada je postao regent za svog brata Fridrika Vilima IV. Za vrijeme vladavine njegovog unuka Vilima II., bio je poznat kao Vilim Veliki (njemački: der Große).
Kao drugi sin princa Fridrika Vilima i Louise od Mecklenburg-Strelitz, nije se očekivalo da će zasjesti na prijestolje. Njegov djed, kralj Fridrik Vilim II., umro je godine kada se on rodio, a otac mu je okrunjen za Fridrika Vilima III. Vilim I. borio se tijekom Rata šeste koalicije, a nakon toga postao je istaknuta osoba unutar pruske vojske. Godine 1840. njegov stariji brat bez djece postao je kralj Pruske, što ga je učinilo vjerojatnim nasljednikom. Vilim I. odigrao je važnu ulogu u slamanju revolucija 1848. u Njemačkoj, iako je nakratko bio prisiljen otići u egzil u Englesku. Fridrik Vilim IV. pretrpio je moždani udar 1857. godine i ostao nesposoban, a Vilim I. službeno je imenovan princom regentom godinu dana kasnije. Godine 1861. zasjeo je na prusko prijestolje nakon smrti starijeg brata.
Nakon uspona, odmah je došao u sukob s liberalnim Landtagom (predstavnička skupština) oko svog predloženog vojnog proračuna. Kao odgovor, imenovao je Otta von Bismarcka na mjesto predsjednika ministra kako bi progurao svoje prijedloge, započinjući partnerstvo koje će trajati do kraja njegova života. Na inozemnoj fronti, Vilim I. nadgledao je pruske pobjede u Drugom šlesviškom ratu i Austrijsko-pruskom ratu, čime je Pruska postala vodeća njemačka sila. Godine 1871. Bismarckovim manevrima postignuto je ujedinjenje Njemačke nakon Francusko-pruskog rata. Proglašeno je Njemačko Carstvo, a Vilim I. dobio je  titulu njemačkog cara. Iako je kao car imao značajnu moć, Vilim I. državne je poslove uglavnom prepustio Bismarcku. Kasnije u životu bio je meta više neuspjelih pokušaja ubojstva, što je omogućilo Bismarcku da progura niz antisocijalističkih zakona. Godine 1888., koja je postala poznata kao Godina tri cara, umro je u dobi od 90 godina nakon kratke bolesti, a naslijedio ga je njegov sin Fridrik. Fridrik, koji je već bolovao od raka, umro je 99 dana kasnije i prijestolje je pripalo Vilimu II.